# F1 2019 (videojuego)
F1 2019 es un videojuego de carreras desarrollado y publicado por Codemasters. Está basado en los Campeonatos de Fórmula 1 y Fórmula 2. Es el duodécimo título de la serie de Fórmula 1 desarrollado por el estudio. El juego fue anunciado por Codemasters el 28 de marzo de 2019. El videojuego es la undécima entrega de la franquicia, y cuenta con los veintiún circuitos, veinte pilotos y diez equipos presentes en el Campeonato del Mundo de Fórmula 1. Codemasters ha declarado que el juego estuvo en desarrollo durante casi dos años, y lo describió como "el lanzamiento más ambicioso en la historia de la franquicia".

## Funciones específicas
F1 2019 es el primer juego de la serie en contar con transferencias de pilotos, con pilotos controlados por IA capaces de cambiar de equipo durante o al final de un año de campeonato. Estos movimientos se generarán aleatoriamente en lugar de los eventos con scripts.
El juego incluye 18 auto de Fórmula 1 de F1 2018 de las temporadas 1972-2010, con el DLC que se centra en las carreras de Alain Prost y Ayrton Senna. El DLC también incluye el McLaren MP4-25 de 2010, conducido por Lewis Hamilton y Jenson Button, y el Ferrari F10 2010, conducido por Fernando Alonso y Felipe Massa. Estos coches fueron incluidos para celebrar el décimo aniversario de Codemasters lanzando el juego de Fórmula 1 en las generaciones séptima y octava de consolas. Dos coches Ferrari, sin embargo, están notablemente ausentes. Estos son el Ferrari F2002 de 2002 y el Ferrari 412 T2 de 1995.
Los jugadores pueden diseñar libreas, incluidos patrocinadores ficticios, para un auto genérico de 2019 en modos multijugador.
Dentro del juego, el patrocinio SportPesa de Racing Point es reemplazado por SpScore.com (sitio web de noticias y resultados en vivo de SportPesa) debido a que SportPesa es una compañía de apuestas y el juego tiene la clasificación PEGI 3, así como las regulaciones sobre publicidad en juegos de azar. El patrocinador de la Scuderia Ferrari Mission Winnow también fue completamente eliminado debido a que era un anuncio para la compañía tabacalera Philip Morris International, así como la marca A Better Tomorrow (dirigida por British American Tobacco) en los autos de McLaren. En una actualización posterior, los logotipos de 90 años fueron añadidos, junto con el coche real, para celebrar la participación de Ferrari de 90 años en el automovilismo.
Codemasters reveló la presencia del Campeonato de Fórmula 2 de la FIA en el juego, con un Dallara F2 2018 mostrado al final del tráiler del anuncio. El juego inicialmente contó con los equipos, pilotos y calendario del campeonato de 2018 con contenido basado en el campeonato de 2019 añadido al juego a través de la actualización en septiembre de 2019. El campeonato de Fórmula 2 se integra en el modo carrera del juego como una serie de escenarios cortos diseñados para introducir rivalidades con pilotos. Incluye dos pilotos ficticios, Lukas Weber y Devon Butler, que actúan como compañero de equipo y rival del jugador respectivamente, y que se graduarán a la Fórmula 1 junto al jugador. El campeonato completo de Fórmula 2 se puede jugar por separado al modo carrera.

## Recepción
F1 2019 fue bien recibido.
GameSpot dijo: "Los coches de Fórmula 2 son excelentes para manejar, y las nuevas adiciones al modo carrera, como los intercambios de pilotos, añaden un poco de drama y emoción muy necesarios que la Fórmula 1 real ha estado faltando desde hace algún tiempo." [cita requerida]Game Revolution dijo: "Aquí hay suficiente para llevarte hasta bien entrada la próxima temporada (y más allá), mientras que el modo Carrera finalmente se ha sacudido las telarañas para emerger como un punto culminante genuinamente emocionante". [cita requerida] IGN dijo que "definitivamente no siempre parece un nuevo juego". [cita requerida]
El juego llegó al número 2 en la lista de ventas del Reino Unido, detrás de Crash Team Racing Nitro-Fueled. Alcanzó el número 7 en Australia.
El juego ha sido acosado por problemas de manejo y frenado desde su lanzamiento. Desde Codemasters se han negado a comentar cuándo se introducirá un parche.[cita requerida]